# Irak na Letnich Igrzyskach Olimpijskich 1996
Irak na Letnich Igrzyskach Olimpijskich 1996 reprezentowało trzech zawodników (sami mężczyźni). Był to 9 start reprezentacji Iraku na letnich igrzyskach olimpijskich.

## Skład kadry

### Lekkoatletyka
Mężczyźni
- Hussain Jasim - trójskok - 41. miejsce,

### Podnoszenie ciężarów
Mężczyźni
- Raed Ahmed - waga do 99 kg - 23. miejsce,

### Strzelectwo
Mężczyźni
- Hassan Hassan - pistolet pneumatyczny - 44. miejsce,